# 센트럴 리그
센트럴 리그(영어: Central League, 일본어: セントラル・リーグ 센토라루 리구[*] 또는 약칭 セ・リーグ 세 리구[*])는 일본에서 운영되고 있는 두 개의 프로 야구 상위 리그 가운데 하나이다. 1949년에 기존 단일 리그에서 두 개의 리그로 분리될 당시 8개 팀으로 창설되었고 센트럴 리그가 주관한 경기에서는 지명 타자 제도가 없기 때문에 선발투수도 타석에 들어서야 한다.
정식 명칭은 일본 프로 야구 조직 센트럴 리그 운영부(日本プロ野球組織 セントラル・リーグ運営部)이며 또는 약칭 세 리그(セ・リーグ)라고 불린다.

## 연혁
1949년 이전까지 단일 리그로 운영되던 일본의 프로 야구 리그는 1949년에 새로운 야구팀의 리그 가맹 문제를 둘러싸고 논쟁이 일어났다. 이 결과 일본 야구 연맹은 분열을 하게 되었고 당시 가맹을 반대하던 요미우리 자이언츠(거인, 巨人 교진[*]), 쇼치쿠 로빈스(松竹ロビンス), 주니치 드래건스(1951년 ~ 1953년 사이에는 ‘나고야 드래건스’라는 이름을 사용)를 중심으로, 오사카 타이거스(大阪タイガース, 현: 한신 타이거스)에, 새로 참여한 구단으로 다이요 웨일스(大洋ホエールズ, 현: 요코하마 DeNA 베이스타스), 히로시마 카프(현: 히로시마 도요 카프), 니시닛폰 파이레츠(西日本パイレーツ)가 합세하여 총 7개의 구단으로 센트럴 야구 연맹을 발족했다. 또한 발족 당시에는 오다큐 전철이 구단을 소유하고 센트럴 리그에 가입하여 8구단 체제로 할 계획이 있었지만 이것은 끝내 무산되면서 실현되지 않았다.
이듬해 1950년 1월에 고쿠테쓰 스왈로스(国鉄スワローズ, 현: 도쿄 야쿠르트 스왈로스)가 가입하면서 8개 구단이 됐다. 그러나 1951년 시즌이 개막되기 직전에 니시닛폰 파이레츠가 퍼시픽 리그의 니시테쓰 클리퍼스(西鉄クリッパース, 현: 사이타마 세이부 라이온스)와 합병돼 리그를 탈퇴하였으며 1952년 시즌이 끝난 후 다이요 웨일스가 쇼치쿠 로빈스를 흡수 합병하여 6개 구단이 됐다. 이후 모회사 및 팀의 명칭은 바뀌나 구단 수는 증감없이 현재에 이르고 있다. 다이요 쇼치쿠 로빈스가 1953년에 시모노세키에서 오사카로, 다시 1955년에 다이요 웨일스로 변경하여 가와사키로 이전한 후에는 각 구단 보호 지역의 변경도 없다. 1978년 요코하마 이전과 함께 요코하마 다이요 웨일스로 이름을 바꿨으며 이후 연고지(구장) 변경도 없다.
2009년 1월 1일에 개정된 일본 프로패셔널 야구 협약 발효에 의해 연맹 사무국과 직하의 심판부·기록부는 커미셔너 사무국, 퍼시픽 리그 사무국과 통합돼 커미셔너 직속의 ‘센트럴 리그 운영부’, ‘심판부’ ‘기록부’가 되면서 리그 회장직은 폐지됐다.
2013년부터 개막 앞두고 도쿄 빅 사이트에서 이벤트 행사인 ‘센트럴 리그 팬미팅’(セ・リーグファンミーティング)을 하고 있다.
2019년 11월 11일에 JERA와 타이틀 파트너(주관 스폰서) 계약을 체결했다. 계약 기간은 2020년부터 3년 간으로 리그전에서는 ‘JERA 센트럴 리그’(JERA セントラル・リーグ)의 명칭이 사용된다.

## 소속 구단

### 목록
|  | 구단                     | 일본어·영어 표기                               | 보호 지역  | 창단 연도 | 홈구장                                                  | 팀 컬러 |
|  | ------------------------ | ---------------------------------------------- | ---------- | --------- | ------------------------------------------------------- | ------- |
|  | 요미우리 자이언츠        | 読売ジャイアンツ (Yomiuri Giants)              | 도쿄도     | 1934년    | 도쿄 돔 (분쿄구)                                        |         |
|  | 도쿄 야쿠르트 스왈로스   | 東京ヤクルトスワローズ (Tokyo Yakult Swallows) | 도쿄도     | 1950년    | 메이지 진구 야구장 (신주쿠구)                           |         |
|  | 요코하마 DeNA 베이스타스 | 横浜DeNAベイスターズ (Yokohama DeNA BayStars)  | 가나가와현 | 1950년    | 요코하마 스타디움 (요코하마시 나카구)                   |         |
|  | 주니치 드래건스          | 中日ドラゴンズ (Chunichi Dragons)              | 아이치현   | 1936년    | 나고야 돔 (반테린 돔 나고야) (나고야시 히가시구)        |         |
|  | 한신 타이거스            | 阪神タイガース (Hanshin Tigers)                | 효고현     | 1935년    | 한신 고시엔 구장 (니시노미야시)                         |         |
|  | 히로시마 도요 카프       | 広島東洋カープ (Hiroshima Toyo Carp)           | 히로시마현 | 1950년    | MAZDA Zoom-Zoom 스타디움 히로시마 (히로시마시 미나미구) |         |

- 구단 표기 순서는 야구 협약에 명시돼 있는 보호 지역 표기 순서.

### 소속 구단의 이름 변천

#### 현재 존재하는 구단
| 구단                     | 내용 |
| ------------------------ | --- |
| 요미우리 자이언츠        | - 1934년 12월 26일에 대일본도쿄야구클럽(大日本東京野球倶楽部)이라는 이름으로 결성됨. - 1936년, 미국 원정 시에 팀 이름을 도쿄 교진군(東京巨人軍)으로 변경됨. - 1937년, 고라쿠엔 구장을 홈구장으로 하였음. - 1947년, 요미우리 신문사가 경영에 임하면서 팀 이름을 요미우리 자이언츠(読売ジャイアンツ)로 변경됨. - 1988년, 철거된 고라쿠엔 경륜장 부지에 개장한 도쿄 돔에 홈구장을 이전함. |
| 한신 타이거스            | - 1935년 12월 10일에 한신 전기 철도를 운영 모체로서 오사카 타이거스(大阪タイガース)를 결성함. - 1936년, 한신 고시엔 구장을 홈구장으로 하였음. - 1940년, 적성어인 영어의 사용 금지를 받아 팀 이름을 한신군(阪神軍)으로 변경. - 1946년, 팀 이름을 오사카 타이거스로 재변경됨. - 1961년, 팀 이름을 한신 타이거스(阪神タイガース)로 변경됨. |
| 주니치 드래건스          | - 1936년 1월 15일에 신 아이치 신문사(주니치 신문사의 전신)를 운영 모체로서 나고야군(名古屋軍)을 결성. - 1944년, 리켄 공업(구 이화학연구소를 모체로 하는 리켄 콘체른의 1기업)의 산하에 들어가면서 구단명을 산교군(産業軍)으로 변경. - 1946년, 주부닛폰 신문사(신 아이치 신문사와 나고야 신문사와의 합병 기업)가 경영에 복귀하면서 구단명을 주부니혼군(中部日本軍)으로 변경. - 1947년, 팀 이름을 주부니혼 드래건스(中部日本ドラゴンズ)로 변경. - 1948년, 팀 이름을 주니치 드래건스(中日ドラゴンズ)로 변경, 고라쿠엔 구장을 홈구장으로 하였음. - 1949년, 홈구장을 주니치 스타디움(현재의 나고야 구장)으로 이전. - 1951년, 나고야 철도가 경영 참가를 표명하면서 팀 이름을 나고야 드래건스(名古屋ドラゴンズ)로 변경. - 1954년, 나고야 철도의 경영 철퇴에 의해 팀 이름을 주니치 드래건스로 재변경됨. - 1997년, 홈구장을 나고야 돔으로 이전. |
| 요코하마 DeNA 베이스타스 | - 1949년 12월 15일에 다이요 어업(현재의 마루하 니치로)을 운영 모체로 한 마루하 구단(まるは球団, 잠정 구단명)이 센트럴 리그에 가입. - 1950년, 시즌 개막 후 팀 이름을 다이요 웨일스(大洋ホエールズ)로 변경, 시모노세키 시영 구장을 홈구장으로 하였음. - 1953년, 쇼치쿠 로빈스와의 합병에 의해 팀 이름을 다이요 쇼치쿠 로빈스(大洋松竹ロビンス)로 개칭, 홈구장을 오사카 구장으로 이전하였음. - 1954년, 팀 이름을 요쇼 로빈스(洋松ロビンス)로 변경. - 1955년, 쇼치쿠의 경영 철퇴에 의해서 팀 이름을 다이요 웨일스로 재변경, 홈구장을 가와사키 구장으로 이전. - 1978년, 팀 이름을 요코하마 다이요 웨일스(横浜大洋ホエールズ)로 개칭, 홈구장을 요코하마 스타디움으로 이전. - 1993년, 회사명을 다이요 어업 → 마루하로 변경에 의해 구단명을 요코하마 베이스타스(横浜ベイスターズ)로 변경. - 2002년, 마루하의 구단 주식 매각에 의해 도쿄 방송(현재의 도쿄 방송 홀딩스)이 경영권을 가짐. - 2011년, 도쿄 방송 홀딩스의 구단 주식 매각에 의해 DeNA가 경영권을 가짐. - 2012년, 팀 이름을 요코하마 DeNA 베이스타스(横浜DeNAベイスターズ)로 변경. |
| 히로시마 도요 카프       | - 1949년 12월 15일에 히로시마 카프(広島カープ)가 센트럴 리그에 가입하면서 히로시마 종합 구장을 본거지로 하였음. - 1957년, 시즌 중에 홈구장을 히로시마 시민 구장으로 이전. - 1968년, 팀 이름을 히로시마 도요 카프(広島東洋カープ)로 변경. - 2009년, 홈구장을 MAZDA Zoom-Zoom 스타디움 히로시마에 이전. |
| 도쿄 야쿠르트 스왈로스   | - 1950년 1월 12일에 철도홍제회, 닛폰 통운, 일본교통공사(현재의 JTB) 등을 운영 모체로 한 고쿠테쓰 스왈로스(国鉄スワローズ)가 센트럴 리그에 가입, 고라쿠엔 구장을 홈구장으로 하였음. - 1964년, 홈구장을 메이지 진구 야구장으로 이전. - 1965년, 시즌 중에 운영 모체인 산케이 신문사, 후지 텔레비전, 닛폰 방송, 분카 방송(이들 4개 회사는 직후인 1967년에 집결하여 후지산케이 그룹)이 되면서 팀 이름을 산케이 스왈로스(サンケイスワローズ)로 변경, 후에 야쿠르트 본사도 출자에 참여. - 1966년, 팀 이름을 산케이 아톰스(サンケイアトムズ)로 변경. - 1969년, 팀 이름을 아톰스(アトムズ)로 변경. - 1970년, 후지산케이 그룹의 구단 주식 매각에 의해 야쿠르트 본사가 경영권을 가졌고, 팀 이름을 야쿠르트 아톰스(ヤクルトアトムズ)로 변경. - 1974년, 팀 이름을 야쿠르트 스왈로스(ヤクルトスワローズ)로 변경. - 2006년, 팀 이름을 도쿄 야쿠르트 스왈로스(東京ヤクルトスワローズ)로 변경. |

- 모회사의 기업명, 연고지의 팀 이름은 모두 당시의 것으로 의미함.
- 팀 이름의 변경 연도는 변경 후의 첫 해 시즌을 기점으로 표기.

#### 과거에 존재했던 구단
| 구단                            | 일본어·영어 표기                       | 창단 연도 | 우승 횟수 | 경기 | 승리 | 패전 | 무승부 | 승률 |
| ------------------------------- | -------------------------------------- | --------- | --------- | ---- | ---- | ---- | ------ | ---- |
| 쇼치쿠 로빈스 (1950년 ~ 1952년) | 松竹ロビンス (Shochiku Robins)         | 1936년    | 1         | 372  | 185  | 176  | 11     | .512 |
| 니시닛폰 파이레츠 (1950년)      | 西日本パイレーツ (Nishinippon Pirates) | 1950년    | 0         | 136  | 50   | 83   | 3      | .376 |

- 성적은 리그가 결성된 1950년 이후의 기준.

##### 과거에 존재했던 구단의 변천
| 구단              | 내용 |
| ----------------- | --- |
| 쇼치쿠 로빈스     | - 1936년 2월 15일에 국민 신문사(도쿄 신문의 전신)를 운영 모체로서 대도쿄군(大東京軍)을 결성, 스사키 구장을 홈구장으로 하였음. - 1937년, 8월에 고바야시 상점(현재의 라이온)이 경영 참가를 표명하면서 팀 이름을 라이온군(ライオン軍)으로 변경. - 1941년, 적성어인 영어의 사용 금지를 받아 팀 이름을 아사히군(朝日軍)으로 변경. - 1946년, 팀 이름을 퍼시픽(パシフィック)으로 변경. - 1947년, 팀 이름을 다이요 로빈스(太陽ロビンス)로 변경. - 1948년, 팀 이름을 다이요 로빈스(大陽ロビンス)로 변경, 홈구장을 한큐 니시노미야 구장으로 이전. - 1950년, 쇼치쿠가 경영 참가를 표명함에 따라 팀 이름을 쇼치쿠 로빈스(松竹ロビンス)로 변경, 홈구장을 기누가사 구장으로 이전. - 1953년, 시즌 개막 전에 다이요 웨일스와 합병하면서 팀 이름을 다이요 쇼치쿠 로빈스(大洋松竹ロビンス)로 변경. |
| 니시닛폰 파이레츠 | - 1949년 12월 15일에 니시닛폰 신문사를 운영 모체로 한 니시닛폰 파이레츠(西日本パイレーツ)가 센트럴 리그에 가입하면서 헤이와다이 야구장을 홈구장으로 하였음. - 1951년, 시즌 개막 전에 니시테쓰 클리퍼스와 합병하면서 퍼시픽 리그로 이동함에 따라 탈퇴하였고, 합병 이후의 팀 이름은 니시테쓰 라이온스(西鉄ライオンズ)가 됐음. |

- 모회사의 기업명, 연고지의 팀 이름은 모두 당시의 것으로 의미함.
- 팀 이름의 변경 연도는 변경 후의 첫 해 시즌을 기점으로 표기.

## 경기 방식

### 총 배당 경기
1952년 프랜차이즈(홈 타운) 제도가 채택된 이후 홈경기 및 어웨이 경기 방식으로 반반씩 치르는 방식이 원칙이었음.
- 1950년 ~ 1952년 : 팀당 20회(1950년에만 140경기, 1951 ~ 52년까지는 120경기)
- 1953년 ~ 1962년 : 팀당 26회(130경기)
- 1963년 ~ 1965년 : 팀당 28회(140경기)
- 1966년 ~ 1996년 : 팀당 26회(130경기)
- 1997년 ~ 2000년 : 팀당 27회(135경기, 대전 수가 홀수인 관계로 한쪽이 홈 경기를 1회 더 가져 14회를 갖는 형태였음)
- 2001년 ~ 2004년 : 팀당 28회(140경기)
- 2005년 ~ 2006년 : 팀당 22회 + vs 퍼시픽 리그 6팀 6회(교류전) = (146경기)
- 2007년 ~ 2014년 : 팀당 24회 + vs 퍼시픽 리그 6팀 4회(교류전) = (144경기)
- 2015년 ~ 2019년, 2021년 : 팀당 25회 + vs 퍼시픽 리그 6팀 3회(교류전) = (143경기) ※1, ※2
- 2020년 : 팀당 24회(120경기)

※1: 1997년 ~ 2000년과 2015년 ~ 2019년(리그간 대전)은 전원이 홀수회가 되므로, 대전 카드 중 어느 한쪽이 홈 경기를 1회 더 치르는 형식(전자는 14경기, 후자는 13경기)이다. 또한 한 경기 증가 분의 홈 팀에 대해서는 2년 단위로 격년 교체이다.
※2: 2015년 이후의 센트럴·퍼시픽 교류전은 3회 전원이 되기 때문에, 대전 카드 마다 격년으로 홈 팀을 바꿔 넣는다.
무승부에 관한 취급
- 무승부재경기 제도를 실시한 연도 : 1962년, 1966년 ~ 1968년, 1990년 ~ 2000년
- 무승부를 0.5승으로 두어 승률을 계산한 시즌 : 1956년 ~ 1960년

상기 규정상의 대전 횟수이지만 여러 가지 사정에 의해 정규 경기가 일부 중단된 연도가 있다.
- 1950년 : 일본 시리즈의 일정 관계를 위해 일부 경기가 중단됨.
- 1951년 : 히로시마 카프가 존속 문제로 인해 9일간(3월 29일 ~ 4월 6일) 참가를 보류하여 이 기간의 히로시마전의 경기를 중단했고 같은해 10월 20일부터 예정되어 있던 미·일 야구 대회 일정 관계를 위해 같은 달 9일에 페넌트레이스를 중단하였음.
- 1953년 : 요미우리 자이언츠가 미국 원정 관계로 13일 동안(3월 28일 ~ 4월 9일) 참가하지 않아서 일본 시리즈에 진출했기 때문에 같은 해 10월 17일부터 개최된 미국 메이저 리그 원정 팀과의 교류 경기가 개최되면서 일부 경기를 남기고 페넌트레이스를 중단하였음.
- 2004년 : 프로 야구 파업 사태가 일어난 관계로 2경기를 남겨둔 채 페넌트레이스를 종료하였음.
- 2020년 : 코로나19 감염 확산의 영향으로 개막이 약 3개월 연기되면서 시즌 일정을 다시 조정했는데 교류전이 취소되는 등 일부 일정이 변경되면서 당초 143경기에서 120경기로 축소됨.

### 횟수·시간 제한
| 연도                               | 내용 |
| ---------------------------------- | --- |
| 1950년 ~ 1951년                    | 싱글의 경우에는 횟수·시간 제한 없음(주간 경기인 경우에는 일몰 때까지). 더블헤더 1차전의 연장전은 원칙적으로 12회, 단 야간 경기(황혼녘에 개최되는 경기 포함)는 9회까지. |
| 1952년 ~ 1954년 5월 24일까지       | 싱글, 더블헤더 모두 원칙적으로 승패가 결정될 때까지 시간·횟수 무제한. 야간 경기는 심야 24시를 넘기게 되면 다음 이닝에 들어가지 않음. |
| 1954년 5월 25일 ~ 같은 해 폐막까지 | 주간 경기로 열리는 싱글인 경우에는 시간·횟수 제한 없음(일몰 때까지, 이후 1973년까지 동일함). 더블헤더 1차전은 연장 12회까지(횟수 제한은 1962년까지 동일함), 야간 경기는 22시 30분까지. |
| 1955년 ~ 1958년                    | 야간 경기는 22시 15분까지. |
| 1959년 ~ 1962년                    | 야간 경기는 22시 30분까지(시간 제한은 1963년에도 동일함). |
| 1963년                             | 더블헤더 1차전은 연장 13회까지. |
| 1964년 ~ 1965년                    | 더블헤더 1차전은 연장 12회까지. 야간 경기는 22시 15분까지(시간 제한은 1967년까지 동일함). |
| 1966년 ~ 1967년                    | 더블헤더 1차전은 연장 11회까지. |
| 1968년 ~ 1970년                    | 더블헤더 1차전은 연장 12회까지. 야간 경기는 22시 20분까지. |
| 1971년                             | 더블헤더 1차전은 연장 12회까지. 야간 경기는 원칙적으로 경기 개시로부터 3시간 20분이 지나면 다음 이닝에 들어가지 않는다. 단, 이하와 같은 규정이 있다(시간 제한은 1973년까지 동일함). (1) 19시 이후에 경기가 개시되는 경우에는 경과 시간에 무관하게 22시 20분을 지나면 다음 이닝에 들어가지 않는다. (2) 9회를 채우지 못하고 시간 제한에 걸렸을 경우라도 9회까지는 반드시 경기를 치른다. |
| 1972년 ~ 1973년                    | 더블헤더 1차전은 연장 11회까지. |
| 1974년 ~ 1982년                    | 더블헤더 1차전에 대해서는 9회까지(횟수 제한은 1987년까지 동일함). 그 외의 경기(더블헤더 2차전을 포함)는 경기 개시로부터 3시간이 지나면 다음 이닝에 들어가지 않는다. 단, 이하의 규정이 있다. (1) 19:00 이후에는 경과 시간에 관계없이 22시를 지나면 다음 이닝에 들어가지 않는다. (2) 9회를 채우지 않고 시간 제한에 걸렸을 경우라도 9회까지는 반드시 경기를 치른다.                      |
| 1983년 ~ 1987년                    | 더블헤더 1차전 이외에는 개시 시각에 관계없이 경기 개시로부터 3시간 20분을 지나면 다음 이닝에 들어가지 않는다. 단, 9회를 채우지 않고 시간 제한에 걸렸을 경우라도 9회까지는 반드시 경기를 치른다. |
| 1988년 ~ 1989년                    | 연장 12회까지 시간 제한 없음. 단, 더블헤더 1차전에 대해서는 9회까지로 하고 중단. |
| 1990년 ~ 2000년                    | 연장 15회까지 시간 제한 없음. 무승부일 경우에는 재경기(강우 콜드 게임도 포함). |
| 2001년 ~ 2010년                    | 연장 12회까지 시간 제한 없음. |
| 2011년 ~ 2012년                    | 연장 12회까지. 단, 동일본 대지진에 따른 절전 대책의 일환으로 다음과 같은 규정이 있다. (1) 경기 개시로부터 3시간 30분(우천 등에 따른 중단 시간도 포함)이 경과했을 경우에는 다음 이닝에 들어가지 않는다. (2) 9회를 채우지 못하고 시간 제한에 걸렸을 경우라도 9회까지는 경기를 치른다. ※단, 클라이맥스 시리즈에서는 제한 없음.                                                           |
| 2013년 ~ 2019년                    | 연장 12회까지 시간 제한 없음. |
| 2020년                             | 연장 10회까지 시간 제한 없음. |
| 2021년                             | 연장 없음, 시간 제한 없음. |

### 순위 결정 방법
- 2000년 이전에는 승률순으로 정하고 있어 승률이 동률로 시즌이 종료했을 경우에만 플레이오프로 우승을 결정하게 되어 있었다.
- 2001년에는 예외적으로 승수가 많은 순으로 순위를 결정하고 있었다. 다만, 승점 1위와 승률 1위의 팀이 달랐을 경우는 3전 2승제의 플레이오프를 치러 우승을 결정한다.
- 2002년부터는 다시 승률순으로 변경되었다. 다만, 승률 3위 이내에 승수가 많은 1위 팀이 따로 있었을 경우, 3전 2승제의 플레이오프를 통해 우승을 결정한다. 이 제도는 2006년까지 계속되었다.
- 2007년부터는 클라이맥스 시리즈의 도입에 의해 아래의 내용은 다음과 같다(클라이맥스 시리즈의 결과에 관계없이 정규 시즌의 순위가 리그 확정 순위가 된다).

1. 정규 시즌의 승률
2. 1번이 동률인 경우 승수가 많은 팀이 상위
3. 2번과 같은 경우 해당 팀간의 직접 상대하면서 승률이 높은 순
4. 3번에도 동률인 경우 작년도 순위의 상위

플레이오프 제도에 대한 자세한 내용은 일본 프로 야구 플레이오프 제도#센트럴 리그의 항목을 참조.

## 역대 리그 우승 구단
- 굵은 글씨는 그해 일본 시리즈 우승을 의미함.

| 연도   | 소속                   | 감독              | 시즌 성적      |
| ------ | ---------------------- | ----------------- | -------------- |
| 1950년 | 쇼치쿠 로빈스          | 고니시 도쿠로     | 98승 4무 35패  |
| 1951년 | 요미우리 자이언츠      | 미즈하라 시게루   | 79승 6무 29패  |
| 1952년 | 요미우리 자이언츠      | 미즈하라 시게루   | 83승 37패      |
| 1953년 | 요미우리 자이언츠      | 미즈하라 시게루   | 87승 1무 37패  |
| 1954년 | 주니치 드래건스        | 아마치 슌이치     | 86승 4무 40패  |
| 1955년 | 요미우리 자이언츠      | 미즈하라 노부시게 | 92승 1무 37패  |
| 1956년 | 요미우리 자이언츠      | 미즈하라 노부시게 | 82승 4무 44패  |
| 1957년 | 요미우리 자이언츠      | 미즈하라 노부시게 | 74승 3무 53패  |
| 1958년 | 요미우리 자이언츠      | 미즈하라 노부시게 | 77승 1무 52패  |
| 1959년 | 요미우리 자이언츠      | 미즈하라 노부시게 | 77승 5무 48패  |
| 1960년 | 다이요 웨일스          | 미하라 오사무     | 70승 4무 56패  |
| 1961년 | 요미우리 자이언츠      | 가와카미 데쓰하루 | 71승 6무 53패  |
| 1962년 | 한신 타이거스          | 후지모토 사다요시 | 75승 3무 55패  |
| 1963년 | 요미우리 자이언츠      | 가와카미 데쓰하루 | 83승 2무 55패  |
| 1964년 | 한신 타이거스          | 후지모토 사다요시 | 80승 4무 56패  |
| 1965년 | 요미우리 자이언츠      | 가와카미 데쓰하루 | 91승 2무 47패  |
| 1966년 | 요미우리 자이언츠      | 가와카미 데쓰하루 | 89승 4무 41패  |
| 1967년 | 요미우리 자이언츠      | 가와카미 데쓰하루 | 84승 4무 46패  |
| 1968년 | 요미우리 자이언츠      | 가와카미 데쓰하루 | 77승 4무 53패  |
| 1969년 | 요미우리 자이언츠      | 가와카미 데쓰하루 | 73승 6무 51패  |
| 1970년 | 요미우리 자이언츠      | 가와카미 데쓰하루 | 79승 4무 47패  |
| 1971년 | 요미우리 자이언츠      | 가와카미 데쓰하루 | 70승 8무 52패  |
| 1972년 | 요미우리 자이언츠      | 가와카미 데쓰하루 | 74승 4무 52패  |
| 1973년 | 요미우리 자이언츠      | 가와카미 데쓰하루 | 66승 4무 60패  |
| 1974년 | 주니치 드래건스        | 요나미네 가나메   | 70승 11무 49패 |
| 1975년 | 히로시마 도요 카프     | 고바 다케시       | 72승 11무 47패 |
| 1976년 | 요미우리 자이언츠      | 나가시마 시게오   | 76승 9무 45패  |
| 1977년 | 요미우리 자이언츠      | 나가시마 시게오   | 80승 4무 46패  |
| 1978년 | 야쿠르트 스왈로스      | 히로오카 다쓰로   | 68승 16무 46패 |
| 1979년 | 히로시마 도요 카프     | 고바 다케시       | 67승 13무 50패 |
| 1980년 | 히로시마 도요 카프     | 고바 다케시       | 73승 13무 44패 |
| 1981년 | 요미우리 자이언츠      | 후지타 모토시     | 73승 9무 48패  |
| 1982년 | 주니치 드래건스        | 곤도 사다오       | 64승 19무 47패 |
| 1983년 | 요미우리 자이언츠      | 후지타 모토시     | 72승 8무 50패  |
| 1984년 | 히로시마 도요 카프     | 고바 다케시       | 75승 10무 45패 |
| 1985년 | 한신 타이거스          | 요시다 요시오     | 74승 7무 49패  |
| 1986년 | 히로시마 도요 카프     | 아난 준로         | 73승 11무 46패 |
| 1987년 | 요미우리 자이언츠      | 오 사다하루       | 76승 11무 43패 |
| 1988년 | 주니치 드래건스        | 호시노 센이치     | 79승 5무 46패  |
| 1989년 | 요미우리 자이언츠      | 후지타 모토시     | 84승 2무 44패  |
| 1990년 | 요미우리 자이언츠      | 후지타 모토시     | 88승 42패      |
| 1991년 | 히로시마 도요 카프     | 야마모토 고지     | 74승 2무 56패  |
| 1992년 | 야쿠르트 스왈로스      | 노무라 가쓰야     | 69승 1무 61패  |
| 1993년 | 야쿠르트 스왈로스      | 노무라 가쓰야     | 80승 2무 50패  |
| 1994년 | 요미우리 자이언츠      | 나가시마 시게오   | 70승 60패      |
| 1995년 | 야쿠르트 스왈로스      | 노무라 가쓰야     | 82승 48패      |
| 1996년 | 요미우리 자이언츠      | 나가시마 시게오   | 77승 53패      |
| 1997년 | 야쿠르트 스왈로스      | 노무라 가쓰야     | 83승 2무 52패  |
| 1998년 | 요코하마 베이스타스    | 곤도 히로시       | 79승 1무 56패  |
| 1999년 | 주니치 드래건스        | 호시노 센이치     | 81승 54패      |
| 2000년 | 요미우리 자이언츠      | 나가시마 시게오   | 78승 57패      |
| 2001년 | 야쿠르트 스왈로스      | 와카마쓰 쓰토무   | 76승 6무 58패  |
| 2002년 | 요미우리 자이언츠      | 하라 다쓰노리     | 86승 2무 52패  |
| 2003년 | 한신 타이거스          | 호시노 센이치     | 87승 2무 51패  |
| 2004년 | 주니치 드래건스        | 오치아이 히로미쓰 | 79승 3무 56패  |
| 2005년 | 한신 타이거스          | 오카다 아키노부   | 87승 5무 54패  |
| 2006년 | 주니치 드래건스        | 오치아이 히로미쓰 | 87승 5무 54패  |
| 2007년 | 요미우리 자이언츠      | 하라 다쓰노리     | 80승 1무 63패  |
| 2008년 | 요미우리 자이언츠      | 하라 다쓰노리     | 84승 3무 57패  |
| 2009년 | 요미우리 자이언츠      | 하라 다쓰노리     | 89승 9무 46패  |
| 2010년 | 주니치 드래건스        | 오치아이 히로미쓰 | 79승 3무 62패  |
| 2011년 | 주니치 드래건스        | 오치아이 히로미쓰 | 75승 10무 59패 |
| 2012년 | 요미우리 자이언츠      | 하라 다쓰노리     | 86승 15무 43패 |
| 2013년 | 요미우리 자이언츠      | 하라 다쓰노리     | 84승 7무 53패  |
| 2014년 | 요미우리 자이언츠      | 하라 다쓰노리     | 82승 1무 61패  |
| 2015년 | 도쿄 야쿠르트 스왈로스 | 마나카 미쓰루     | 76승 2무 65패  |
| 2016년 | 히로시마 도요 카프     | 오가타 고이치     | 89승 2무 52패  |
| 2017년 | 히로시마 도요 카프     | 오가타 고이치     | 88승 4무 51패  |
| 2018년 | 히로시마 도요 카프     | 오가타 고이치     | 82승 2무 59패  |
| 2019년 | 요미우리 자이언츠      | 하라 다쓰노리     | 77승 2무 64패  |
| 2020년 | 요미우리 자이언츠      | 하라 다쓰노리     | 67승 8무 45패  |
| 2021년 | 도쿄 야쿠르트 스왈로스 | 다카쓰 신고       | 73승 18무 52패 |
| 2022년 | 도쿄 야쿠르트 스왈로스 | 다카쓰 신고       | 80승 4무 59패  |
| 2023년 | 한신 타이거스          | 오카다 아키노부   | 85승 5무 53패  |
| 2024년 | 요미우리 자이언츠      | 아베 신노스케     | 77승 7무 59패  |

## 우승 연도와 우승 횟수
| 구단                     | 우승 연도 | 횟수 |
| ------------------------ | --- | ---- |
| 요미우리 자이언츠        | 1951, 1952, 1953, 1955, 1956, 1957, 1958, 1959, 1961, 1963, 1965, 1966, 1967, 1968, 1969, 1970, 1971, 1972, 1973, 1976, 1977, 1981, 1983, 1987, 1989, 1990, 1994, 1996, 2000, 2002, 2007, 2008, 2009, 2012, 2013, 2014, 2019, 2020, 2024 | 39회 |
| 주니치 드래건스          | 1954, 1974, 1982, 1988, 1999, 2004, 2006, 2010, 2011 | 9회  |
| 히로시마 도요 카프       | 1975, 1979, 1980, 1984, 1986, 1991, 2016, 2017, 2018 | 9회  |
| 도쿄 야쿠르트 스왈로스   | 1978, 1992, 1993, 1995, 1997, 2001, 2015, 2021, 2022 | 9회  |
| 한신 타이거스            | 1962, 1964, 1985, 2003, 2005, 2023 | 6회  |
| 요코하마 DeNA 베이스타스 | 1960, 1998 | 2회  |

- 굵은 글씨는 일본 시리즈 우승 연도

### 과거에 존재했던 센트럴 리그 구단의 우승 연도·횟수
| 구단          | 우승 연도 | 횟수 |
| ------------- | --------- | ---- |
| 쇼치쿠 로빈스 | 1950      | 1회  |

## 같이 보기
- 퍼시픽 리그

### 주해
1. ↑  당초에는 찬성파였으나 요미우리전과의 균형을 맞춰 철회하여 잔류했다.
2. ↑  당초에는 ‘연장전은 실시하지 않고, 9회 종료 시점에서 중단’하기로 했었다. 참고로 시간 제한을 마련한 것은 1987년 이래 24년 만의 일이다.
3. ↑  단, 2014년에만 기후 불순에 의해서 일정 소화가 늦어졌으므로 9월 5일 이후 시즌 마지막날까지 더블헤더 1차전은 9회까지 중단.
4. 1 2  코로나19 영향에 따른 감염 방지에 대한 특별 규정이다.
5. ↑  1959년 시즌에 한신과 주니치는 공동 2위였는데, 그 해에는 무승부(0.5승+0.5패)를 승률로 포함하고 있었다(무승부를 승률로 포함시키지 않았을 경우 2위는 한신, 3위는 주니치였다).
6. ↑  2001년에 3위는 요코하마, 4위는 히로시마였는데 그 해에는 승률이 아닌 승수로 순위를 결정하고 있었다(승률에 관해서 히로시마는 3위, 요코하마는 4위였다).
7. ↑  2007년부터는 클라이맥스 시리즈가 도입되어 2007년에 시즌 2위였던 주니치가 클라이맥스 시리즈에서 리그 우승 팀인 요미우리를 누르고 일본 시리즈에 진출했고, 닛폰햄과 상대한 일본 시리즈에서도 우승해 센트럴 리그에서는 처음으로 리그 우승을 하지 않고 일본 시리즈를 우승한 구단이 되었다.
8. ↑  2007년부터 클라이맥스 시리즈가 도입한 이후에는 2009년에 리그 우승한 요미우리가 클라이맥스 시리즈에서 주니치를, 일본 시리즈에서도 닛폰햄을 누르고 센트럴 리그 우승과 포스트 시즌(클라이맥스 시리즈 → 일본 시리즈를 모두 우승)을 연거푸 제패했다.

### 출전
1. ↑  아사히 신문, 1949년 11월 27일자 조간
2. ↑  セ、パ両事務局が廃局 - 산케이 스포츠, 2008년 12월 27일자
3. ↑  2020年度 JERA セントラル・リーグ公式戦 詳細日程発表 - 일본 야구 기구, 2019년 12월 16일
4. ↑  セ・リーグのダブルヘッダーについて - 일본 야구 기구